# 亚列加
亚列加（羅馬化：Yarega）是俄罗斯科米共和国的市级镇，属乌赫塔市。
该地2021年有人口7,243人；2010年人口7,806；2002年人口8,512；1989年人口10,650。